# Amphisbaena albocingulata
Espèce
Synonymes
- Amphisbaena prunicolor albocingulata Boettger, 1885

Amphisbaena albocingulata est une espèce d'amphisbènes de la famille des Amphisbaenidae.

## Répartition
Cette espèce est endémique du Paraguay.
Sa présence au Brésil est incertaine.

## Publication originale
- Boettger, 1885 : Liste von Reptilien und Batrachiern aus Paraguay. Zeitschrift für Naturwissenschaften (Halle), vol. 58, p. 213-248 (texte intégral).